# Điện Thắng Bắc
Điện Thắng Bắc là một phường thuộc thị xã Điện Bàn, tỉnh Quảng Nam, Việt Nam.

## Địa lý
Phường Điện Thắng Bắc nằm ở phía bắc thị xã Điện Bàn, có vị trí địa lý:
- Phía đông giáp phường Điện Ngọc
- Phía tây giáp xã Điện Hòa
- Phía nam giáp phường Điện Thắng Trung
- Phía bắc giáp thành phố Đà Nẵng.

Phường Điện Thắng Bắc có diện tích 3,79 km², dân số năm 2022 là 7.670 người, mật độ dân số đạt 2.023 người/km².

## Lịch sử
Địa bàn phường Điện Thắng Bắc trước đây là một phần xã Điện Thắng, huyện Điện Bàn.
Ngày 7 tháng 7 năm 2005, Chính phủ ban hành Nghị định 85/2005/NĐ-CP. Theo đó, chia xã Điện Thắng thành 3 xã: Điện Thắng Bắc, Điện Thắng Trung và Điện Thắng Nam.
Sau khi thành lập, xã Điện Thắng Bắc có 357,20 ha diện tích tự nhiên và 5.792 người.
Ngày 11 tháng 3 năm 2015, xã Điện Thắng Bắc trực thuộc thị xã Điện Bàn mới thành lập.
Ngày 13 tháng 2 năm 2023, Ủy ban Thường vụ Quốc hội ban hành Nghị quyết số 727/NQ-UBTVQH15 (nghị quyết có hiệu lực từ ngày 10 tháng 4 năm 2023). Theo đó, thành lập phường Điện Thắng Bắc trên cơ sở toàn bộ 3,79 km² diện tích tự nhiên và 7.670 người của xã Điện Thắng Bắc.

## Hành chính
Phường Điện Thắng Bắc được chia thành 4 thôn: Bồ Mưng 1, Bồ Mưng 2, Viêm Tây 1, Viêm Tây 2.